# لین برگرن
مالین سوفیا کاتارینا برگرن (زاده ۳۱ اکتبر ۱۹۷۰) عضو سابق گروه ایس آو بیس است. وی از دوران کودکی به موسیقی علاقه‌مند شده است و در سال ۱۹۸۷، همراه با خواهرش جنی، برادرش جوناس و دوستشان اولف اکبرگ این بند را تشکیل دادند. او زادهٔ یوتبری در سوئد است.